# Serrat de Corrotes
El Serrat de Corrotes és una serra situada al municipi de Baix Pallars a la comarca del Pallars Sobirà, amb una elevació màxima de 971 metres.